# Christopher Toohey
Christopher Henry Toohey (* 19. April 1952 in Balmain) ist Altbischof von Wilcannia-Forbes.

## Leben
Der Erzbischof von Sydney, James Darcy Kardinal Freeman, weihte ihn am 21. August 1982 zum Priester.
Papst Johannes Paul II. ernannte ihn am 9. Juli 2001 zum Bischof von Wilcannia-Forbes. Der Erzbischof von Melbourne, George Pell, spendete ihm am 30. August desselben Jahres die Bischofsweihe; Mitkonsekratoren waren Edward Bede Kardinal Clancy, Erzbischof von Sydney, und Douglas Joseph Warren, emeritierter Bischof von Wilcannia-Forbes.
Von seinem Amt trat er am 9. Juni 2009 zurück.